# Beclean (Brașov)
Beclean (en allemand: Batlehem; en hongrois: Fogorasbetlem) est une commune roumaine du județ de Brașov, dans la région historique de Transilvanie. Elle est composée des cinq villages suivants (entre parenthèses leurs noms en allemand/hongrois):
- Beclean, siège de la commune
- Boholţ (Bucholz/Boholc)
- Calbor (Kaltbrunnen/Kálbor)
- Hurez (Reitzdorf/Huréz)
- Luţa (Lutza/Luca)

## Localisation
La commune de Beclean est située au centre-ouest du judeţ de Braşov (à 3 km du centre-ville de Făgăraș), dans la région historique de Ţara Făgăraşului.

## Monuments et lieux touristiques
- Église l'Assomption de Marie du village de Beclean (construite en 1804), monument historique;
- Croix en pierre du village de Beclean;
- Site archéologique Piscul Cremenişului de Calbor;
- Église orthodoxe du village de Calbor, construite au XVIIIe siècle[1].